# Pater Davids nachtegaal
De Pater Davids nachtegaal (Calliope pectardens synoniem: Luscinia pectardens) is een zangvogel uit de familie der Muscicapidae (vliegenvangers). De vogel werd beschreven door de Franse pater David.

## Kenmerken
Over deze vogel is betrekkelijk weinig bekend. De vogel is gemiddeld 14 cm lang. Het mannetje is donker van boven met een donker leigrijze kruin, rug, stuit en vleugels. Op de staart zitten aan de zijkant witte vlekjes en ook net boven de "schouder" op de zijkant van de nek zit een wit vlekje. Op de keel en bovenkant van de borst zit een helder oranje-rode vlek die omzoomd wordt door een brede zwarte band die doorloopt naar het oog en daar een soort masker vormt. De buik is witachtig, de poten zijn loodgrijs en de snavel is zwart. Het vrouwtje is onopvallend olijfbruin van boven en meer licht roodbruin van onder en heeft geen wit op de staart.

## Verspreiding en leefgebied
Deze soort is endemisch in Midden-China en eigenlijk maar bekend van een locatie in Sichuan. Verder is bekend dat de vogel overwintert in Bangladesh, Bhutan, India, Nepal, Tibet en het noorden van Myanmar.
Het leefgebied bestaat uit montaan bos en dicht struikgewas (bijvoorbeeld bamboe) dat groeit in rivier- en beekdalen in het gebergte tussen  2800 en 3700 m boven zeeniveau.

## Status
Er is weinig bekend over de populatie-omvang. Mogelijk komt de vogel voor op nog slecht onderzochte plaatsen. Een voorlopige schatting is dat er nog 6 tot 15 duizend volwassen vogels zijn, maar dat de aantallen afnemen. Daarom staat de Père Davids nachtegaal als kwetsbaar op de Rode Lijst van de IUCN.